# Întrebarea finală
Întrebarea finală (1959) (titlu original Nine Tomorrows) este o antologie care cuprinde nouă povestiri și câteva fragmente poetice umoristice scrise de Isaac Asimov.

## Conținut
- Vedeți, așa le inventez eu! (I Just Make Them Up, See!)
- Profesiunea (Profession)
- Sentimentul puterii (The Feeling of Power)
- Sfârșitul nopții (The Dying Night) - parte a seriei Wendell Urth
- În Marsport, fără Hilda (I'm in Marsport Without Hilda)
- Corbii blânzi (The Gentle Vultures)
- Toate necazurile lumii (All the Troubles of the World) - parte a seriei Multivac
- Numele meu începe cu "S" (Spell My Name with an S)
- Ultima întrebare (The Last Question)
- Băiețelul cel urât (The Ugly Little Boy)
- Scrisori de refuz (Rejection Slips)

## Intriga

### Vedeți, așa le inventez eu!
Volumul se deschide cu un poem comic scris de Asimov în 1957. Poemul reprezintă un monolog al unu fan, care îl întreabă pe autor de unde își ia ideile. Răspunsul întrebării nu se regăsește în poemul propriu-zis, ci mai curând în titlu.

### Profesiunea
Această nuvelă a lui Asimov a apărut pentru prima dată în numărul din iulie 1957 al revistei Astounding Science Fiction.
În secolul al 65-lea, societatea pământeană este una centralizată, copiii fiind educați aproape instantaneu prin intermediul unei interfețe computer/creier. Specialitatea profesională a fiecăruia este dictată de analiza cerebrală a persoanei, fără a exista libera alegere a subiectului. Cei mai Educați oameni concurează în "Olimpiade" profesionale, sperând să fie "achiziționați" de alte planete avansate, rămânerea pe Pământ fiind o acceptare a eșecului.
George Platen vrea să devină Programator, o profesiune solicitată de alte lumi. Dar Ziua Citirii îi aduce o veste proastă: creierul său nu este potrivit pentru Educație. Așa se face că George este trimis într-o clădire destinată persoanelor incapabile să fie Educate, unde petrece un an de zile și se împrietenește cu Omani. Convins că a fost lucrat pe la spate de dr. Antonelli, cel care îl trimisese acolo, George evadează și merge la Olimpiada din San Francisco. Acolo este acostat de Istoricul Ladislas Ingenescu, care este convins că George poate învăța într-un mod diferit decât clasica Educare prin intermediul mașinilor - prin citirea de cărți și purtarea de conversații cu persoane care deja dețin cunoștințele necesare. Astfel, George află că locul în care fusese trimis în Ziua Citirii nu era destinat celor cu minți slabe, ci unei elite capabile să creeze chiar și fără a fi fost educate în prealabil și care e menită să lupte pentru reinstaurarea capacității de a gândi original, nu într-un mod pre-programat.

### Sentimentul puterii
Povestirea a fost publicată inițial în numărul din februarie 1958 al revistei If: Worlds of Science Fiction, fiind republicată ulterior în culegerea de față, în retrospectiva din 1969 Opus 100 și în antologia din 1986 Robot Dreams. În introducerea scrisă pentru Robot Visions, Asimov consideră această povestire ca fiind una dintre notabilele povestiri cu roboți.
În viitorul îndepărtat, omenirea trăiește într-o societate asistată de calculator, ceea ce a dus la uitarea bazelor matematicii, chiar și a rudimentarei numărători. Federația Terestră se află în război cu Deneb, operațiunile fiind conduse de arme cu rază lungă de acțiune controlate de calculatoare costisitoare și greu de înlocuit. Myron Aub, un Tehnician de rang inferior, descoperă cum poate re-învăța aritmetica cu creion-și-hârtie pornind de la calculatoare. Re-învățarea aritmeticii va permite Federației să înlocuiască navele operate de calculator cu nave ieftine, dispensabile.

### Sfârșitul nopții
Această a treia povestire din seria Wendell Urth a apărut în numărul din iulie 1956 al revistei The Magazine of Fantasy & Science Fiction, fiind retipărită în culegerea de față, în Asimov's Mysteries (1968) și în The Best of Isaac Asimov (1973).
Trei astronomi, care lucraseră pe Lună, Mercur și pe asteroidul Ceres, se întâlnesc pentru prima oară după zece ani la o convenție ținută pe Pământ. La acea convenție se află și un vechi coleg de-al lor, Romero Villiers, pe care boala l-a ținut pe Pământ și care pretinde că a inventat un dispozitiv de teleportare. Înainte de a apuca să le facă o demonstrație prietenilor săi, moare în condiții suspecte. În ancheta care urmează, excentricul savant Wendell Urth identifică criminalul în persoana astronomului de pe Mercur.
La data scrierii povestirii se credea că una dintre emisferele lui Mercur este mereu îndreptată spre Soare, în timp ce cealaltă este întunecată. Asimov a notat această eroare cu ocazia re-editărilor ulterioare ale povestirii, la fel cum a remarcat inconsistența dintre această povestire și alta aparținând seriei Wendell Urth, The Singing Bell, în care călătoria prin teleportare era privită ca o operațiune de rutină. Pentru asta, el s-a folosit de epitetul favorit, "Emerson!", o referire la dictonul lui Ralph Waldo Emerson "O consistență prostească reprezintă drăcușorul minților mici".

### În Marsport, fără Hilda
În această antologie, povestirea a apărut într-o formă ușor cenzurată față de originalul publicat în numărul din noiembrie 1957 al revistei Venture Science Fiction Magazine (versiunea originală a fost retipărită în Asimov's Mysteries (1968)).
Un agent al Serviciului Galactic, Max, se află în Marsport fără soția sa, Hilda, pentru prima dată după o lungă perioadă de timp. El este însărcinat să afle cine face contrabandă cu Spațiolină modificată, un produs care constituie un narcotic periculos. Cercul suspecților cuprinde doar trei oameni, toți VIP-uri, dar lui Max îi este foarte dificil să afle care dintre ei este contrabandistul. În cele din urmă, povestindu-le seara pe care intenționa să o petreacă alături de o femeie din Marsport, Flora, îl determină pe traficant să se dea de gol, rezolvând cazul.

### Corbii blânzi
Povestirea a apărut pentru prima dată în numărul din decembrie 1957 al revistei Super-Science Fiction.
Hurrienii, o specie de primate cu coadă, mici, vegetariene au descoperit în călătoriile lor spațiale că speciile de maimuțe inteligente omnivore mari și fără coadă ajung întotdeauna să se autodistrugă prin intermediul războiului nuclear. Hurrienii au adoptat o politică de ajutorare a reconstrucției acestor societăți după război, modificându-le în același timp codul genetic pentru a le transforma în rase mai pașnice. Prețul cerut pentru ajutorul acordat este reprezentat de un produs pentru care rasa respectivă este recunoscut. Hurrienii au descoperit Pământul la începutul Războiului Rece și și-au stabilit baza pe Lună, așteptând autodistrugerea civilizației. Însă calculele le sunt date peste cap: civilizația pământeană nu numai că nu pornește un război nuclear, dar amenință cu descoperirea zborului spațial care, coroborat cu natura lor violentă, ar semăna haosul în rândul civilizațiilor hurriene.
În disperare de cauză, hurrieni răpesc un om pentru a descoperi de ce nu a izbucnit războiul; omul îi consideră pe hurrieni "corbi", deoarece niciodată nu încearcă să prevină rpzboiul, ci doar intervin după consumarea acestuia. Concluzia la care ajung hurrienii este că războiul nuclear pe Pământ nu va începe de la sine - trebuie aruncată o bombă atomică din afară, gest care va fi urmat de o escaladare a conflictului, cu rezultatul dorit. Dar, deși în lipsa unui război nuclear oamenii reprezintă un pericol major pentru ei, hurrienii nu pot arunca prima bombă, deoarece sunt o rasă pașnică. Incapabili să rezolve dilema, ei revin acasă, bântuiți de viziunea unei omeniri care cucerește spațiul.

### Toate necazurile lumii
Apărută pentru prima dată în numărul din aprilie 1958 al revistei Super-Science Fiction, povestirea aparține seriei care povestește despre supercalculatorul ficțional Multivac, care poate rezolva orice problemă primită, cu excepția celei legate de propria sa umanitate.
O serie de administratori ai guvernului sunt avertizați de către Multivac despre o apropiată tentativă de crimă. Omul acuzat pentru asta, Joseph Manners, este arestat la domiciliu, în ciuda nevinovăției pretinse de el; cu toate acestea, Multivac raportează că șansele de producere a crimei cresc în continuare. Fiul lui Joseph, Ben, este convins de nevinovăția tatălui său și îi cere sfatul lui Multivac, care îi furnizează un set complex de instrucțiuni care trebuie urmate cu mare precizie. Guvernanții sunt îngrijorați, neștiind cine va fi cel ucis de Joseph și văzând că șansele de producere a crimei cresc în ciuda arestării suspectului și a faptului că o sondă mentală nu detectează nicio intenție criminală în mintea acestuia.
După ce își pun problema că Multivac ar fi putut greși, guvernanții își dau seama că nu Joseph este potențialul criminal, ci fiul său Ben; acesta fiind minor, Multivac îi privește pe tată și pe fiu ca o singură entitate. Se dovedește astfel că instrucțiunile furnizate lui Ben erau menite de a-l distruge chiar pe Multivac. Ali Othman, unul dintre coordonatorii responsabili cu îngrijirea și controlul lui Multivac, își dă seama că supercalculatorul apelase la acel gest suprem pentru că obosise: de ani de zile ducea pe umerii săi toate problemele omenirii, analizând și prezicând războaie, foamete și fărădelegi, iar acum guvernul dorea să îl însărcineze cu prevenirea bolilor. Întrebat ce-și dorește cel mai mult, Multivac răspunde: "Vreau să mor."

### Numele meu începe cu "S"
Apărută în numărul din ianuarie 1958 al revistei Star Science Fiction sub titlul S as in Zebatinsky, povestirea aceasta are la bază frustrarea lui Asimov legată de frecventa redactare eronată a numelui său ca "Azimov".
Marshall Zebatinsky, un fizician nuclear polonezo-american, este îngrijorat de stagnarea carierei sale și, pentru a rezolva problema, apelează la un numerolog care îl sfătuiește să își schimbe prima literă a numelui în "S": Sebatinsky. Gestul său duce la anchete din partea Securității, care îl suspectează de mascarea unei colaborări cu Blocul Estic; se descoperă astfel că Zebatinsky/Sebatinsky are un văr îndepărtat care este tot fizician, lucrând pentru URSS în problema câmpurilor de forță. Zebatinsky/Sebatinsky ajunge astfel să fie implicat în cercetările făcute de americani pentru propriile sisteme defensive, exact ceea ce își dorea atunci când apelase la numerolog.
Sfârșitul povestirii dezvăluie faptul că numerologul este un extraterestru care, în urma unui pariu, încerca să evite un război nuclear pe Pământ prin intermediul unui stimul minor. În cele din urmă, extraterestru pune un nou pariu prin care se angajează să readucă totul la starea inițială cu o altă modificare minusculă, ceea ce va duce în cele din urmă la dispariția omenirii într-un holocaust. Asimov a declarat că ultimul pasaj al povestirii a fost adăugat de el ulterior pentru a explica implicarea numerologului.

### Ultima întrebare
Această povestire - una dintre favoritele lui Asimov - are legături cu seria Multivac și a fost publicată pentru prima dată în numărul din noiembrie 1956 al revistei Science Fiction Quarterly și reeditată în antologia de față, The Best of Isaac Asimov (1973), Robot Dreams (1986), Opus 100 și Isaac Asimov: The Complete Stories, Vol. 1.
„Ultima întrebare a fost formulată pentru întâia oară, pe jumătate în glumă, în ziua de 21 mai 2061, într-un moment când omenirea pășea spre lumină. Întrebarea a apărut ca urmare a unui pariu pus pe cinci dolari la beție și faptele s-au petrecut după cum urmează:”—Primul paragraf din Ultima întrebareIsaac Asimov - Întrebarea finală, Ed. Teora, 1999, pag. 155
Povestirea narează dezvoltarea computerelor din rețeaua Multivac și relația lor cu omenirea prin intermediul a șase perioade istorice, începând cu anul 2061. În primele șase episoade, un personaj diferit îi pune calculatorului aceeași întrebare, menită să găsească o soluție pentru existența omenirii în fața morții termice a universului: "Cum poate fi redusă masiv entropia Universului, pentru a reveni la nivelul inițial?" Răspunsul invariabil al lui Multivac este: "DATE INSUFICIENTE PENTRU UN RĂSPUNS CORECT."
Cu toată evoluția științifică a omenirii din erele care urmează, calculatorul se dovedește incapabil să răspundă la întrebare. În ultima scenă, descendenții similari zeilor ai omenirii (care reunesc procesele mentale a trilioane de trilioane de trilioane de oameni răspândiți în univers) asistă la stingerea progresivă a stelelor, odată cu apropierea morții termice a universului. Ultimul descendent al lui Multivac, AC - care trăiește în hiperspațiu, în afara granițelor gravitației și timpului - încearcă să răspundă la întrebare chiar și după ce spațiul și timpul au încetat să mai existe. Când descoperă în cele din urmă răspunsul, nu mai există nimeni căruia să i-l spună, deoarece universul e mort; ca atare, el prezintă acest răspuns demonstrând reversul entropiei și dând naștere unui univers nou, declamând:
„Și AC spuse: "SĂ FIE LUMINĂ!" Și se făcu lumină...”—Ultimul paragraf din Ultima întrebare

### Băiețelul cel urât
Titlul sub care a fost publicată pentru prima dată această povestire - în numărul din septembrie 1958 al revistei Galaxy Science Fiction - a fost "Lastborn", un titlu dezagreat de Asimov. Conform autorului, această povestire ocupă locul al doilea sau al treilea third în topul povestirilor sale preferate.
Un copil de Neanderthal este adus în prezent ca urmare a experimentelor de călătorie temporală efectuate de organizația Stasis Inc. Pentru îngrijirea lui este angajată Edith Fellowes, care în primă fază simte repulsie față de el. Cu timpul, ea învață să îl iubească și să își dea seama că e mult mai inteligent decât își imaginase, lucru care o determină să facă tot ce îi stă în puteri pentru ca 'Timmie' - după cum l-a numit - să aibă parte de cea mai bună copilărie posibilă, ținând cont de circumstanțe. Iubirea pentru copil o aduce pe Edith în conflict cu angajatorul ei și cu mass-media, pentru care acesta este mai mult un animal experimental decât o ființă umană.
În cele din urmă, angajatorul concluzionează că organizația a dobândit toate cunoștințele necesare de pe urma acestui proiect și că e vremea să treacă la altul. Timmie urmează să fie trimis înapoi în timpul său, dar Edith știe că acesta nu va putea supraviețui acolo; după o tentativă eșuată de evadare, ea decide să îl însoțească pe Timmie în trecut.
În 1992, povestirea a fost extinsă la dimensiunile unui roman de către Robert Silverberg, într-un proiect care a cuprins încă două povestiri scrise de Asimov.

### Scrisori de refuz
Acest poem comic conține o prezentare versificată a trei moduri de refuz al textelor autorului - elevat, grosolan și amabil - și a fost publicat pentru prima oară în volumul de față.

## Adaptări
Ultima întrebare a fost adaptată în 1966 pentru Abrams Planetarium din Michigan State University, în lectura lui Leonard Nimoy și în 1969 pentru Strasenburgh Planetarium din Rochester, New York, în regia lui Ian C. McLennan. Spectacolul a putut fi vizionat și la Morrison Planetarium din San Francisco, California la începutul anilor '80. O lectură a povestirii poate fi ascultată periodic la postul de radio BBC 7 din Marea Britanie.
"Băiețelul cel urât" a fost ecranizată în 1977 în cadrul unui film de televiziune canadian de 26 de minute regizat de Barry Morse, care a și jucat în film alături de Kate Reid. Filmul a fost remarcat pentru fidelitatea cu care respectă povestirea, cât și pentru patosul dintre Timmy și asistenta Fellowes, lucru care i-a adus laude atât din partea fanilor, cât și a criticii.